# 光枝勾儿茶
光枝勾儿茶（学名：Berchemia polyphylla var. leioclada）为鼠李科勾儿茶属下的一个变种。

## 扩展阅读
- 維基物種上的相關：光枝勾儿茶